# Raymond Lacombe
Pour les articles homonymes, voir Lacombe.
Raymond Lacombe, né le 28 novembre 1929 à Camboulazet (Aveyron) et mort le 16 février 2002 à Rodez, est un agriculteur et syndicaliste français.

## Biographie
Né le 28 novembre 1929 à Camboulazet dans une famille d'agriculteurs du Ségala où il fut l'aîné d'une famille de sept enfants, il s’est marié en 1958 à Sault-Saint-Remy, dans les Ardennes et a eu quatre enfants. Il est décédé à Rodez le 16 février 2002, dans sa 72e année.
Éleveur sur une exploitation laitière de 35 hectares à Baraqueville, il rejoint la JAC (Jeunesse agricole catholique) en 1947. Il en est le président départemental (1951-1954), puis national (1956-1957).
Président  de la SAFALT (Société d'Aménagement Foncier Aveyron-Lot-Tarn) de 1964 à 1973, il est 
de 1966 à 1970 secrétaire général de la FDSEA (Fédération Départementale des Syndicats d'Exploitants Agricoles) de l’Aveyron puis Président de 1970 à 1982. 
Secrétaire général de la Fédération Nationale des Syndicats d'Exploitations Agricoles (FNSEA) de 1984 à 1986, il en devient président de 1986 à 1992.
Cofondateur de Sol et Civilisation en 1991, à la suite du dimanche des Terres de France qui a réuni 300 000 provinciaux à Paris, qualifié de « figure historique de l'agriculture française ».
Il est vice-président de la chambre d'agriculture de l'Aveyron à partir de 1983, membre du Conseil économique et social à partir de 1984. 

## Décorations
Chevalier de la Légion d'honneur
Commandeur du Mérite agricole.